# ハルビン工業大学
ハルビン工業大学（ハルビンこうぎょうだいがく、英語: Harbin Institute of Technology、英文略称：HIT）は、黒竜江省ハルビン市南崗区西大直街92号に本部を置く中華人民共和国の国立大学。1920年創立、1922年大学設置。
副部級大学の一つとして、理工学の研究で有名である。複数の国家重点実験室も持っている。九校連盟、985工程、211工程、双一流の成員校として、国家重点大学である。卓越大学連盟の成員校である。

## 校訓
ハルビン工業大学の校訓は「規格厳格，功夫到家」である。

## 校章
ハルビン工業大学の校徽は下部に鳥の羽に似せた開いた本でハルビン工業大学の学生が永遠に知識の世界で羽ばたくことを表し、「HIT」はハルビン工業大学の英文表記の略号である。「1920」はハルビン工業大学の設立年度で長い歴史を表現し、中央にある建物はハルビン工業大学の主楼である。

## 概要
ハルビン工業大学は1920年に黒龍江省ハルビン市で創設された。1954年に国内6校の重点大学に指定されて以来、一貫して国の重点育成対象大学となってきた。1996年には全国に先駆けてハルビン工業大学が211工程対象校となったほか、1999年には世界の一流大学を目指す9大学の一つにハルビン工業大学が指定された。ハルビン工業大学は理工系を主体としつつ、文学、経済学、法学などの学域をも網羅する総合大学である。ハルビン工業大学は特に宇宙工学の領域で優れた成果を残している。世界の耳目を集めた中国初の有人宇宙船「神舟」ではハルビン工業大学が故障診断システムなど重要な部分の開発に携わったほか、中国初の大学自主開発人工衛星「試験衛星1号」でもハルビン工業大学が主導的な役割を演じた。現在でも月探査プロジェクト（嫦娥計画）にハルビン工業大学は積極的に関与しており、中国宇宙工学の分野でハルビン工業大学が残してきた足跡は非常に大きい。ハルビン工業大学は校訓である「規格厳格，功夫到家」の伝統に則り、個性を育成と緩やかな管理を教学方針とし、優れたエンジニアとしての能力と協調性を兼ね備えた想像力あふれる人材の育成に努めてきた。ハルビン工業大学は創立以来10余万人の人材を輩出してきたが、そのいずれもが国家や学術領域の中枢人材や、著名な企業家となっている。

## 略歴
ハルビン工業大学1920年に「ハルビン中露工業学校」として創設された。当時、奉天軍閥が当地で東清鉄道を運営しており、ハルビン中露工業学校は鉄道技術者の養成機関として設立されたものだった。ロシアの教育制度が導入され、授業はすべてロシア語で行われた。1928年に所轄が中華民国東省特別行政区となり、校名も「東省特区工業大学校」に改称された。同年、それまで鉄道、機械系だけだった同校に法政学院と商学院が開設され、「ハルビン工業大学校」に改称された。ハルビン工業大学校は中ソ共同管理となり、張学良が理事会主席となった。満洲国が建国されるとハルビン工業大学校は日本に接収され、授業は日本語で行われるようになった。1936年に「国立ハルビン高等工業学校」に改称され、1937年以降は日本式の授業が行われるようになった。「ハルビン工業大学」に改称されたのは1938年で、以降現在に至るまで、ハルビン工業大学の名称が使われている。第二次世界大戦後、ハルビン工業大学は中ソ共同管理に戻り、鉄道技術者の養成を主とした。学制は5年で授業はロシア語で行われた。ハルビン工業大学は新中国建国後の1950年に中国の管理する大学となり、当時の親ソ路線の下、ソ連の工業技術を摂取する大学とされた。1966年に始まった文化大革命はハルビン工業大学にも大きな影響を与えた。ハルビン工業大学は1970年に一部の人員と大部分の物資を重慶に移動するよう指示された。そして重慶でハルビン工程学院原子工程系と統合し、「重慶工業大学」に改組された。ハルビンに残った部分は黒龍江工学院、ハルビン電工学院と合併し新「ハルビン工業大学」に再編された。1973年に国の指示で重慶工業大学はハルビンに戻りハルビン工業大学に編入されたが、一連の経緯を受けてハルビン工業大学は大きなダメージを受けた。文化大革命が終結した1977年、ハルビン工業大学は本科生の募集を再開した。78年には修士、82年には博士の募集も始め、84年には全国15大学の重点建設大学に指定された。さらに96年には全国に先駆けて211工程の対象大学に指定された。これらを通してハルビン工業大学は現在の中国東北部最高学府としての地位を不動のものとした。

## 特色
1996年、第1期211工程の重点建設校に入り、また、1999年には第1期「985工程」の重点建設大学となった。理工系を主とし、理学、工学、管理学、文学、経済学、法学が結び付き、多くの学科が揃う、オープンな国の研究型重点大学へと発展を遂げた。21の学部、80の本科専攻があり、9つの一級国家重点学科（力学、機械工学、機器科学・技術、材料科学・工学、動力工学及び工学熱物理、制御科学・工学、コンピュータ科学・技術、土木工学、管理科学・工学）、6つの二級国家重点学科（光学、電機・電器、物理電子学、通信・情報システム、飛行器設計、環境工学）を設けている。2007年の国家級重点学科ランキングでは工科系分野の国家重点学科設置数で第2位にランクされた。82の博士学位授与課程、148の修士学位授与課程があり、18の一級学科で博士学位の授与権、28の一級学科で修士学位の授与権を持つ。また、20のポスドク流動ステーション、8つの国家級重点実験室がある。

## 学院構成（2018年調査時）
宇宙飛行学院、電子情報工学院、材料科学工学院、エネルギー科学工学院、電気工程・自動化学院、理学院、経済管理学院、人文社会科学学院、土木工学院、環境学院、建築学院、交通科学工学部、コンピューター科学技術学院、国家模範性ソフトウェア学院、化工化学学院、外国語学院、体育学院、生命科学技術学院、マルクス主義学院

## 国家重点実験室
（2020年7月調査時）
- 現代溶接生産技術重点実験室
- ロボット技術及びシステム重点実験室
- 都市水資源及び水環境重点実験室
- 金属精密熱加工重点実験室
- 可調合（気体）レーザー技術重点実験室
- 特種環境複合材料技術重点実験室
- 空間環境材料行為及び評価技術重点実験室

## 院士数・学生数・専任教員数
（2020年7月調査時）
- 両院院士 39人（中国科学院と中国工程院）
- 学生数 46,138人
- 専任教員 1,145人
- 正高級教員 1,337人
- 副高級教員 1,683人

## 年表
- 1920年 - 「ハルビン中露工業学校」として創設
- 1922年 - 「中露工業大学校」に改称
- 1928年 - 「東省工業大学校」に改称
- 1928年 - 「ハルビン工業大学校」に改称
- 1936年 - 「国立ハルビン高等工業学校」に改称
- 1938年 - 「ハルビン工業大学」に改称
- 1955年 - ハルビン業余工業大学をハルビン工業大学に編入
- 1970年 - ハルビン工業大学の一部を重慶市に移転し、ハルビン工程学院原子工程系と統合し「重慶工業大学」に改組
- 1970年 - ハルビン工業大学の一部と黒龍江工学院、ハルビン電工学院を合併し、新「ハルビン工業大学」に改組
- 1973年 - 重慶工業大学をハルビン工業大学に編入
- 2000年 - ハルビン建築大学をハルビン工業大学に編入

## 著名な出身者

### 政治・行政
- 孫運璿 - 中華民国第10代行政院長（1978年）「台湾経済的推手」と称されている
- 李鐘玉 - 朝鮮民主主義人民共和国第3代政務院総理（1977年）
- 栗戦書 - 全国人民代表大会常務委員長（2018年）第19期政治局常務委員での序列は第3位
- 李長春 - 中国共産党中央精神文明建設指導委員会主任（2002年）第17期政治局常務委員での序列は第5位
- 王兆国 - 中華全国総工会執行委員会主席（2012年）
- 王勇 - 国務院国有資産監督管理委員会主任（2010年）
- 張春賢 - 中華人民共和国交通運輸部部長（1997年）
- 万鋼 - 中華人民共和国科学技術部部長（2007年）非共産党員の閣僚は35年ぶり（中国致公党出身）
- 劉忠徳 - 中華人民共和国文化部部長（1993年）ハルビン工業大学校歌の作詞家
- 鄒家華 - 中華人民共和国国務院副総理（1993年）中華民国の教育者鄒韜奮の長男
- 葉選平 - 中国人民政治協商会議第一副主席（1993年）中国人民解放軍の元老葉剣英の長男
- 周鉄農 - 中国国民党革命委員会主席（2007年）
- 欒恩傑 - 中国国家航天局局長（1998年）
- 馬興瑞 - 国家国防科技工業局局長（2013年）

### 経済・経営
- 許達哲 - 中国航天科工集団公司総経理（2007年）
- 馬興瑞 - 中国航天科技集団公司総経理（2007年）
- 袁家軍 - 中国航天科技集団公司副総経理（2007年）
- 竺延風 - 中国第一汽車集団公司総経理（2000年）
- 耿昭傑 - 中国第一汽車集団公司総経理（1985年）
- 蔡志明 - 香港旭日集団（Glorious Sun）主席、2011年フォーブス中国香港長者番付の10位
- 張思民 - 深圳海王集団創業者、董事長、2017年胡潤中国大陸長者番付の455位
- 李書福 - 浙江吉利控股集団創業者、董事長、2017年胡潤中国大陸長者番付の10位
- 劉迎霞 - ハルビン翔鷹集団創業者、董事長、2008年胡潤中国大陸女性長者番付の31位
- 張宏偉 - ハルビン東方集団創業者、董事長、2003年胡潤中国大陸長者番付の100位
- 宋殿権 - ハルビン光宇集団創業者、董事長、2001年フォーブス中国大陸長者番付の97位
- 石山麟 - 北京昌寧集団創業者、董事長、2003年胡潤中国大陸長者番付の76位

### 教育・研究
- 孫家棟 - 中国科学院院士（1992年）長年中国製人工衛星プロジェクトの主導者として務めた。嫦娥計画の元総設計士でもある。
- 劉永坦 - 両院院士（中国科学院院士1991年/中国工程院院士1994年）ハルビン工業大学大学院院長（1993年）
- 宋健 - 両院院士（中国科学院院士1991年/中国工程院院士1994年）中国工程院院長（1998年）
- 高文 - 中国工程院院士（2011年）中国科学院大学院常務副院長（2000年）
- 蔡鶴皋 - 中国工程院院士（1997年）ハルビン工業大学ロボット研究所名誉所長
- 陳予恕 - 中国工程院院士（2005年）中国振動工程学会常務理事（1987年）
- 秦裕琨 - 中国工程院院士（2001年）ハルビン工業大学副学長（1990年）
- 王子才 - 中国工程院院士（2001年）中国システムシミュレーション学会副理事長
- 欧進萍 - 中国工程院院士（2003年）ハルビン工業大学副学長（2000年）
- 林尚揚 - 中国工程院院士（1995年）国際溶接学会中国委員会主席
- 方浜興 - 中国工程院院士（2005年）北京郵電大学学長（2007年）「国家防火壁の父」と称されている
- 王家騏 - 中国科学院院士（2005年）吉林省光学学会理事長
- 馮守華 - 中国科学院院士（2005年）吉林大学化学学院初代院長（2001年）
- 呉偉仁 - 中国工程院院士（2015年）中国航天科工集団北京遠隔測定技術研究所副所長（1994年）
- 黄文虎 - 中国工程院院士（1995年）ハルビン工業大学学長（1983年）
- 任南琪 - 中国工程院院士（2009年）ハルビン工業大学副学長（2011年）
- 鄧宗全 - 中国工程院院士（2017年）ハルビン工業大学副学長（2004年）
- 韓傑才 - 中国科学院院士（2015年）ハルビン工業大学副学長（2007年）
- 王光遠 - 中国工程院院士（1994年）ハルビン工業大学土木工学院名誉院長
- 譚久彬 - 中国工程院院士（2017年）ハルビン工業大学超精密光電装置研究所所長（2002年）
- 劉竹生 - 中国科学院院士（2009年）中国載人航天工程長征 2 号ロケット設計責任者
- 李圭白 - 中国工程院院士（1995年）武漢工商学院環境及び生物工学院院長（2016年）
- 傅恒志 - 中国工程院院士（1995年）西北工業大学学長（1984年）
- 陸鍾武 - 中国工程院院士（1997年）東北大学学長（1984年）
- 呉躍 - 電子科技大学無錫研究院院長（2007年）
- 王益群 - 燕山大学学長（1995年）
- 范緒箕 - 上海交通大学学長（1980年）
- 王成元 - 瀋陽工業大学学長（1997年）
- 姚郁 - ハルビン工程大学学長（2015年）
- 韓旭 - 河北工業大学学長（2017年）
- 王樹国 - 西安交通大学学長（2014年）
- 陳述濤 - ハルビン師範大学学長（1999年）
- 王福平 - 南京航空航天大学学長（2007年）
- 田恩瑞 - ハルビン大学学長（1985年）
- 李樹杭 - 河北科技大学学長（1996年）
- 呉中福 - 重慶大学学長（1997年）
- 黄樹槐 - 華中科技大学学長（1984年）
- 潘際鑾 - 南昌大学学長（1993年）
- 管惟炎 - 中国科学技術大学学長（1985年）
- 翁祖澤 - 湖南大学学長（1987年）
- 王奇浩 - 広西大学学長（1986年）
- 張英傑 - 昆明理工大学学長（2013年）

### その他
- 焦裕禄 - 中華人民共和国河南省蘭考県県委書記、新中国の国民的英雄、中国共産党の模範幹部

## 学長の略歴
韓傑才（1966年3月生人）は1992年にハルビン工業大学で力学博士を取得。1995年にハルビン工業大学複合材料学科の教授に就任。中国科学院院士、特殊環境複合材料技術国防科学技術重点実験室主任。ハルビン工業大学の副学長などを歴任し、2021年7月15日から現職。

## 海外協定校
米国、カナダ、フランス、英国、イタリア、ロシア、オーストラリア、日本などの41の国家と地域の297の大学と協同関係がある。英国のタイムズが公表した世界大学TOP200の大学の中、88の大学は同校と協力契約を締結した。

### 日本における協定校
同校と友好関係にある代表的な日本の大学は以下の通り。
- 千葉工業大学（1997年締結）
- 早稲田大学（2007年締結）
- 山形大学（2007年締結）
- 新潟大学（2008年締結）
- 熊本大学（2011年締結）
- 佐賀大学（2007年締結）

この他、ハルビン工業大学は日本のいくつかの有名な企業及び機関と共同研究を繰り広げており、例えば宇宙航空研究開発機構、理化学研究所、ドコモ、三菱電機等である。

### 欧米における協定校（部分）
- パデュー大学
- ミズーリ工科大学
- イリノイ大学アーバナ・シャンペーン校
- カリフォルニア大学リバーサイド校
- カリフォルニア大学バークレー校
- ニューヨーク州立大学ストーニーブルック校
- アイルランド国立大学ダブリン校
- ダブリン工科大学
- ポワティエ大学
- トロワ工科大学
- ボルドー第1大学
- リール第1大学
- スウェーデン王立工科大学
- アデレード大学
- ニューサウスウェールズ大学
- ハンブルク工科大学
- ミュンヘン工科大学
- ウィーン工科大学
- デルフト工科大学
- カタルーニャ工科大学
- ロンドン大学クイーン・メアリー
- マンチェスター大学
- バーミンガム大学
- バース大学
- トリノ・ポリテクニック大学
- デンマーク工科大学
- ベラルーシ国立大学
- アムール国立大学
- バウマン記念モスクワ国立工科大学
- ネヴェリスコイ記念国立海洋大学
- サマラ国立航空宇宙大学
- イルクーツク国立言語大学
- 極東連邦大学
- 極東国立技術大学
- モスクワ大学
- ウラル工業大学

## 主要付属機関
- ハルビン工業大学図書館 - ハルビン工業大学図書館は1920年に開設された。開設当初は蔵書数百冊の小さな規模であったが、1950年初頭に中国政府の管轄に入ってからは政府の手厚い支援を受け発展を遂げてきた。ハルビン工業大学は1954年に現在の第一校区に移った際に総面積が3千平方メートルを超え、蔵書数も40万冊に達した。2000年にハルビン建築大学と合併したことで、ハルビン工業大学図書館は2つの館を持つことになり、総面積は4万平方メートル、閲覧席は3千席を越えた。現在290万冊、他に100万冊の電子図書などを有する。第一校区館は工学、理工、管理学系、第二校区館は土木、環境工程、建築分館は建築学、都市計画学を主に所蔵している。
- ハルビン工業大学出版社 - ハルビン市南崗区復華四道街10号
- ハルビン工業大学一校区幼稚園 - ハルビン市南崗区法院街14号
- ハルビン工業大学二校区幼稚園 - ハルビン市南崗区海河路202号
- ハルビン工業大学附属中学（中学校） - ハルビン市南崗区西大直街55号
- ハルビン工業大学附属中学（高等学校） - ハルビン市南崗区前衛大街10号
- ハルビン工業大学附属病院 - ハルビン市南崗区校外街2号
- ハルビン工業大学（威海） - 山東省威海市環翠区文化西路2号
- ハルビン工業大学（深圳） - 広東省深圳市南山区深圳大学城

## 中国版「アイビーリーグ」
2009年10月12日に北京大学、清華大学、浙江大学、ハルビン工業大学、復旦大学、上海交通大学、南京大学、中国科学技術大学、西安交通大学の9校（C9）は相互協力・交流の強化・教育資源の相互補完、ハイレベル人材の育成等を図るため、「一流大学人材育成協力・交流協議書」を締結した。中国版の「アイビーリーグ」結成に向けて第一歩を踏み出した。

## 世界大学ランキング（2023年調査時）
- Quacquarelli Symonds（QS） - 世界（256位 ）アジア（41位）中国（10位）
- Academic Ranking of World Universities（ARWU） - 世界（101-150位）中国（11位）
- Times Higher Education（THE） - 世界（168位 ）中国（11位）
- Round University Rankings（RUR） - 世界（160位 ）中国（10位）